# Orthopyxis compressima
Orthopyxis compressima är en nässeldjursart som beskrevs av Kubota och Yamada 1992. Orthopyxis compressima ingår i släktet Orthopyxis och familjen Campanulariidae. Inga underarter finns listade i Catalogue of Life.